# Luptători
Luptători – wieś w Rumunii, w okręgu Călărași, w gminie Frăsinet. W 2011 roku liczyła 518 mieszkańców.